# あなたもこれから山ガール
『あなたもこれから山ガール』（あなたもこれからやまガール）はEテレの『チャレンジ!ホビー』の枠で2011年8月1日から9月26日まで放送されていたテレビ番組である。

## 解説
登山完全初心者のタレントの村井美樹がチャレンジャーとなり、講師の橋谷晃ともに山ガールをめざし登山に初挑戦する。

## 放送日
- 2011年8月1日－2011年9月26日 毎週月曜日 22時00分から22時25分 再放送は翌週月曜日10時30分から10時55分

## 放送内容
| 回 | 本放送日 | タイトル                                 | 登山した山       | 備考                                                                               |
| -- | -------- | ---------------------------------------- | ---------------- | ---------------------------------------------------------------------------------- |
| 1  | 8月 1日  | さあ山に出かけよう!                      | 戸隠高原         | 村井はジーパン、スニーカーで登山をしながら、講師から登山に適した服装などを教わる。 |
| 2  | 8月 8日  | 準備はいかが? 山の装備や服装をそろえよう |                  | 登山用品店でリュック、登山靴などを揃える。登山服をコーディネートしてもらう。       |
| 3  | 8月15日  | ゆっくり登山で花を楽しもう               | 湯ノ丸山         | 湯ノ丸山で花を見ながら登山をする                                                   |
| 4  | 8月22日  | 苔むした森を地図を頼りに進もう           | 北八ヶ岳         | 地図とコンパスを使いながら登山をする                                               |
| 5  | 8月29日  | 湿原と火山 初めての山小屋                | 草津白根山       |                                                                                    |
| 6  | 9月 5日  | ブナ林で森林浴!テントで一泊（前編）      | 玉原高原と鹿俣山 | テント場でテントの張り方を教わる                                                   |
| 7  | 9月12日  | ブナ林で森林浴!テントで一泊（後編）      | 玉原高原と鹿俣山 |                                                                                    |
| 8  | 9月19日  | 北アルプス あこがれの立山に登る（前編）  | 立山             |                                                                                    |
| 9  | 9月26日  | 北アルプス あこがれの立山に登る（後編）  | 立山             | 最終回                                                                             |

## 関連書籍
- 『チャレンジ!ホビーあなたもこれから山ガール』NHK出版